# Martianus Capella
Martianus Min(n)e(i)us Felix Capella var en romersk grammatiker och senantik författare i andra hälften av 400-talet, född i Madaura (M'Daourouch, Algeriet), vilket hade varit Apuleius hemstad, i provinsen Africa.
Capella var till en början sakförare, sedan romersk prokonsul. Omkring 470 skrev han Satiricon, ett encyklopediskt verk, som inleds av en allegorisk roman, Satyra de nuptiis Philologiæ et Mercurii. De två första böckerna, som skildrar Mercurius giftermål med nymfen Philologia, innehåller den egentliga allegorien; de sju senare böckerna behandlar de sju fria konsterna och vetenskaperna. Arbetet, som är avfattat dels på vers, dels på prosa, åtnjöt stort anseende som lärobok under medeltiden.